# Andreas Mrosek
Andreas Mrosek (nascido em 18 de janeiro de 1958) é um político alemão. Nasceu em Dessau, Saxónia-Anhalt, e representa a Alternativa para a Alemanha (AfD). Andreas Mrosek é membro do Bundestag do estado da Saxônia-Anhalt desde 2017.

## Vida
Ele tornou-se membro do bundestag após as eleições federais alemãs de 2017. É membro do Comité de Desportos e do Comité de Transportes e Infraestrutura Digital.